# Ozero Mochovoje (sjö i Belarus)
Ozero Mochovoje (ryska: Озеро Моховое) är en sjö i Belarus.   Den ligger i voblasten Vitsebsks voblast, i den norra delen av landet, 180 km nordost om huvudstaden Minsk. Ozero Mochovoje ligger 139 meter över havet. Arean är 0,14 kvadratkilometer.
I omgivningarna runt Ozero Mochovoje växer i huvudsak blandskog. Runt Ozero Mochovoje är det ganska tätbefolkat, med 72 invånare per kvadratkilometer.